# Qi Kang
Qi Kang chinesisch 齊康 / 齐康, Pinyin Qí Kāng, (* 26. Oktober 1931 in Nanjing) ist ein chinesischer Architekt und Hochschullehrer. Er ist Mitglied von der Chinesischen Akademie der Wissenschaften und der Französischen Akademie der Architektur (Académie d’architecture).

## Leben
- 1944 besuchte Qi die Tonglun-Mittelschule, 1948 schloss mit Abitur ab.[2]
- 1948 besuchte Qi die Zentrale Nationaluniversität, 1952 absolvierte die Nanjing-Universität. Nach der Hochschulreform arbeitete er unter Professor Yang Tingbao an dem Nanjinger Technischen Institut.[4]
- 1983 Professur[4]
- 1989 wurde sein Entwurf mit Nationalpreis ausgezeichnet.
- 2001 Liang-Sicheng-Preis[4]

## Bauten

Bauten von Qi
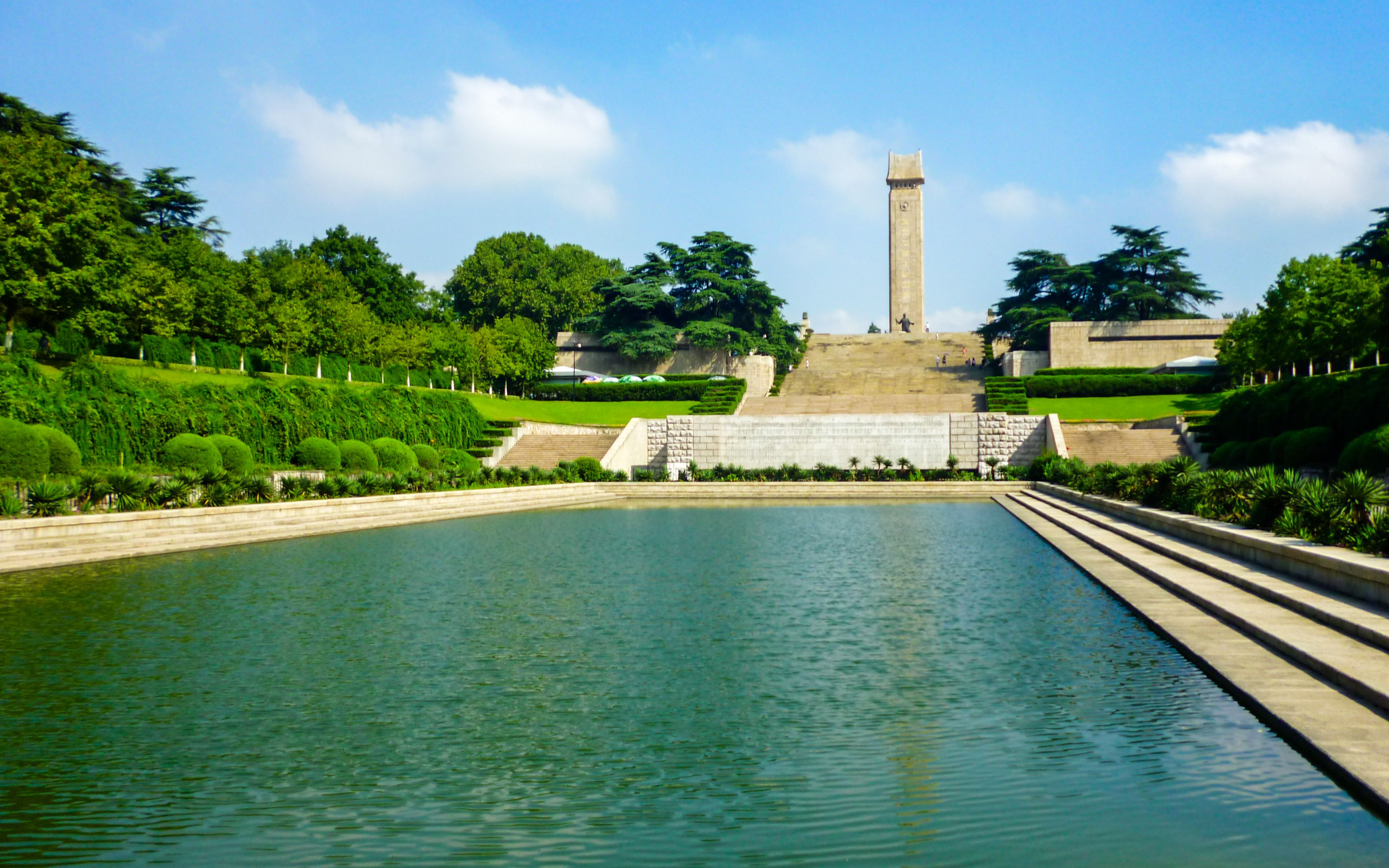
Yuhuatai-Friedenhof
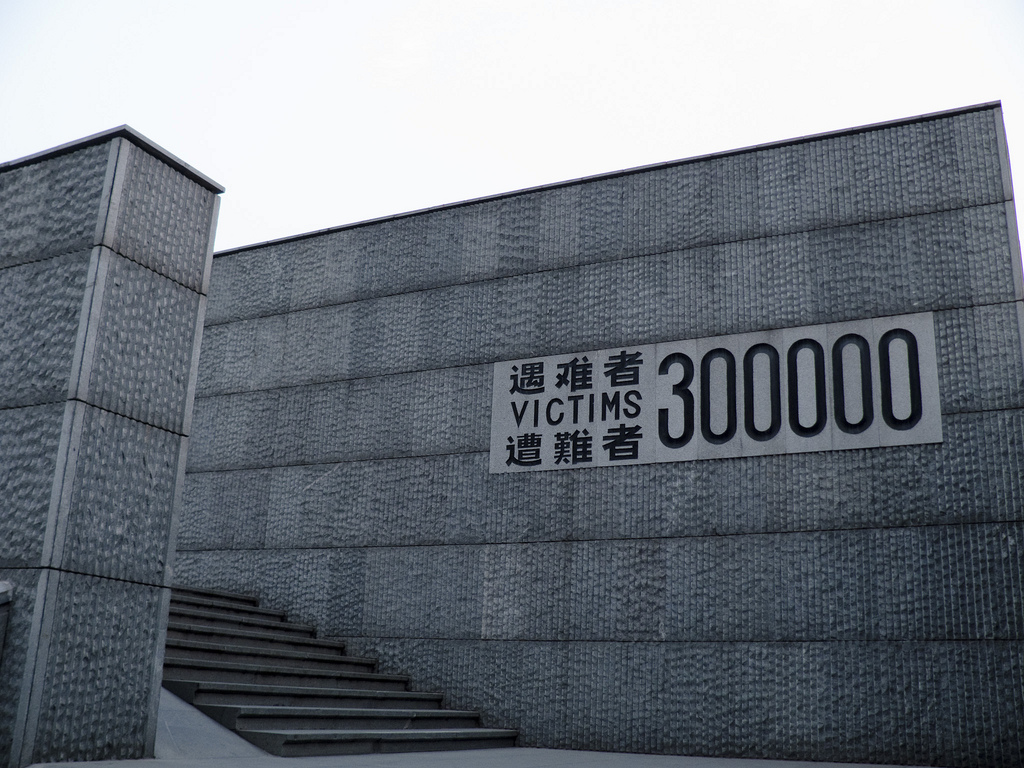
Gedächtnishalle für Massaker von Nanking
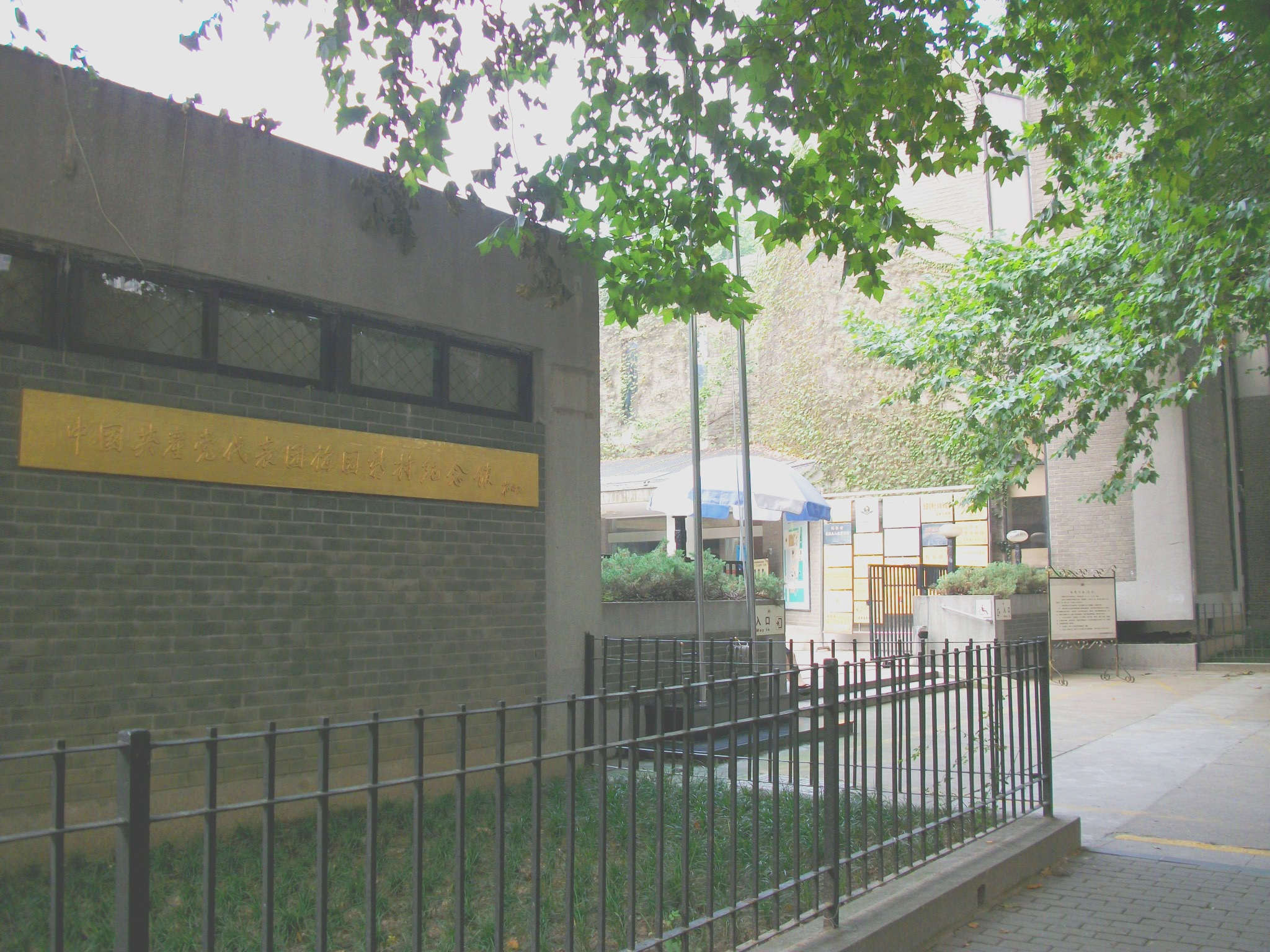
Zhou-Enlai-Gedächtnishalle Nanjing
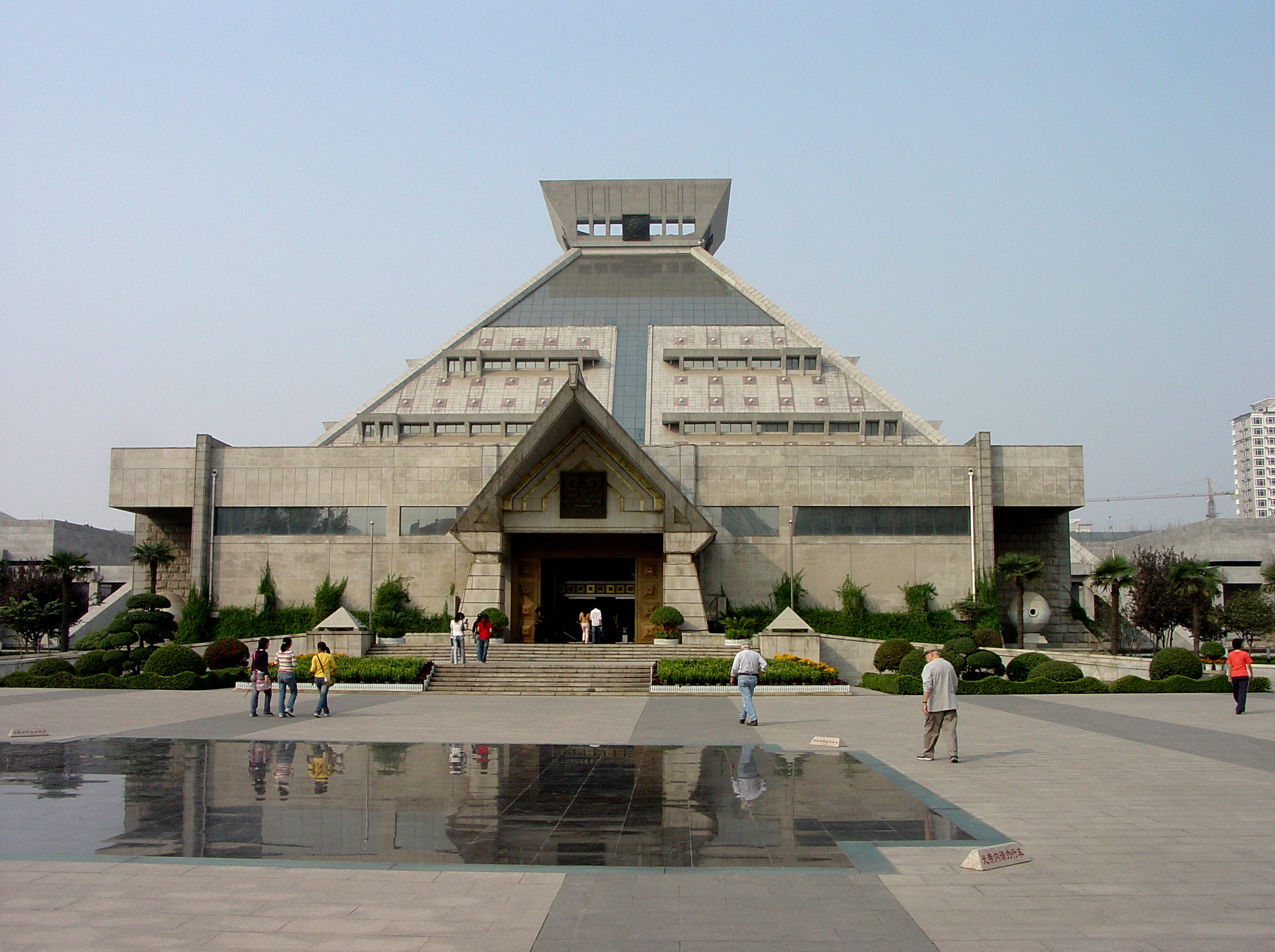
Henan-Museum

- Wuyi-Hotel
- Yuhuatai-Friedenhof
- Gedächtnishalle für Massaker von Nanking
- Zhou-Enlai-Gedächtnishalle Nanjing
- Henan-Museum
- Zhou-Enlai-Gedächtnishalle Huaian[4]